# Itshak Holtz

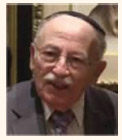
Itshak Holtz (2014)

Itshak Jack Holtz (hebräisch יצחק הולץ, auch Itzhak Holtz genannt; geboren 1925 in Skierniewice, Polen; gestorben am 21. Dezember 2018) war ein israelisch-US-amerikanischer Maler, Grafiker und Lithograf polnischer Herkunft.

## Leben

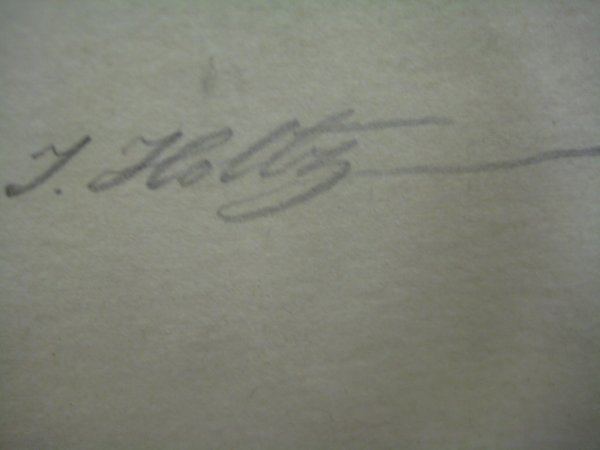
Unterschrift von Itshak Holtz

Itshak Holtz wurde 1925 in Skierniewice als eines von vier Kindern des Hutmachers Aryeh Holtz und dessen Ehefrau Lisa geboren. Seine Begeisterung für die Kunst wurde schon im Alter von fünf Jahren geweckt, als sein Vater für ihn das Bild eines Pferdeschlittens im Schnee gemalt hat. Der Junge war so fasziniert von diesem Bild, dass er den Vater darum bat, mehr für ihn zu malen. Bereits als Sechsjähriger hat Holtz dann selbst auf der Straße, umringt von einer Menschenmenge, den polnischen Premierminister mit Kreide skizziert.
Im Jahre 1935 übersiedelte die Familie nach Jerusalem. Dort studierte Itshak Holtz von 1945 bis 1947 Grafikdesign an der Bezalel Academy of Arts and Design. Nach dem Abschluss seiner Studien an der Bezalel Academy heiratete Holtz.
1950 emigrierte er mit seiner Frau Gertrude nach New York, wo er von 1950 bis 1952 die Art Students League of New York besuchte und sich bei Robert Brackman, Robert Philip und Harry Sternberg der Malerei widmete. Bei seiner Ankunft in New York war Holtz noch nicht der englischen Sprache mächtig, sondern konnte sich lediglich auf Polnisch, Jiddisch und Hebräisch verständigen. Erst durch die Vermittlung seines Lehrers und späteren Freundes Robert Philip, bei dem er auch 1953 an der National Academy of Design studierte, lernte er Englisch. Darauf folgte ein weiteres Studienjahr in Israel.

## Wirken
Itzshak Holtz' künstlerisches Schaffen war tief verwurzelt im orthodoxen Judentum. Er ist vor allem bekannt für seine Genremalereien des jüdischen Lebens in Israel und in New York. In diesem Metier zählte Holtz zu den herausragenden zeitgenössischen Künstlern. Seine Bilder spiegelten die jüdische Alltagsgeschichte im Wandel der Zeit und sind geprägt von orthodoxer Tradition und Spiritualität. Neben Ölgemälden und Aquarellen gehörten auch zahlreiche Zeichnungen und Lithografien zu seinem Œuvre. Zu Holtz' wichtigsten Vorbildern gehörten Rembrandt van Rijn und Pieter Bruegel der Ältere. Geprägt wird seine Malerei allerdings durch impressionistische Farbgebung. Ein weiterer Schwerpunkt seines Wirkens stellten neben den Genreszene des jüdischen Lebens seine zahlreichen Porträts und Porträtstudien dar.
Hatte Holtz zu Beginn seiner Zeit in den Vereinigten Staaten noch mit finanziellen Schwierigkeiten zu kämpfen und konnte er sich zunächst nur durch die Übernahme von Aufträgen zur Anfertigung von Porträts über Wasser halten, wurden seine Bilder später im fünfstelligen US-Dollar-Bereich gehandelt.

## Privates
Itshak Holtz war verheiratet und lebte mit seiner Frau Gertrude im New Yorker Stadtviertel Washington Heights und in Jerusalem.

## Ausstellungen (Auswahl)

### Einzelausstellungen
- 1967 Theodor Herzl Institute, New York[16]
- 1992/93 The World of Itshak Holtz, Yeshiva University Museum, New York[17]
- 2011 Große Synagoge Jerusalem, Israel[14]
- 2012 Itshak Holtz: A Personal Vision – Drawings and Watercolors, Betzalel Gallery, Crown Heights, Brooklyn[6][8][10][11][15][18]

### Gruppenausstellungen
- 2003 Saratoga Jewish Art Festival[19]